# Ildikó
Ildikó  è un nome proprio di persona ungherese femminile.

## Varianti
- Ipocoristici: Ildi[1][2], Ildó[1][2]

## Origine diffusione
L'origine non è certa, ma generalmente si ritiene che sia un derivato del nome germanico Hilda. Ildikó fu il nome dell'ultima moglie di Attila.

## Onomastico
Si tratta di un nome adespota, cioè che non è portato da alcuna santa. L'onomastico può essere festeggiato il 1º novembre in occasione di Ognissanti.

## Persone
- Ildikó, ultima moglie di Attila

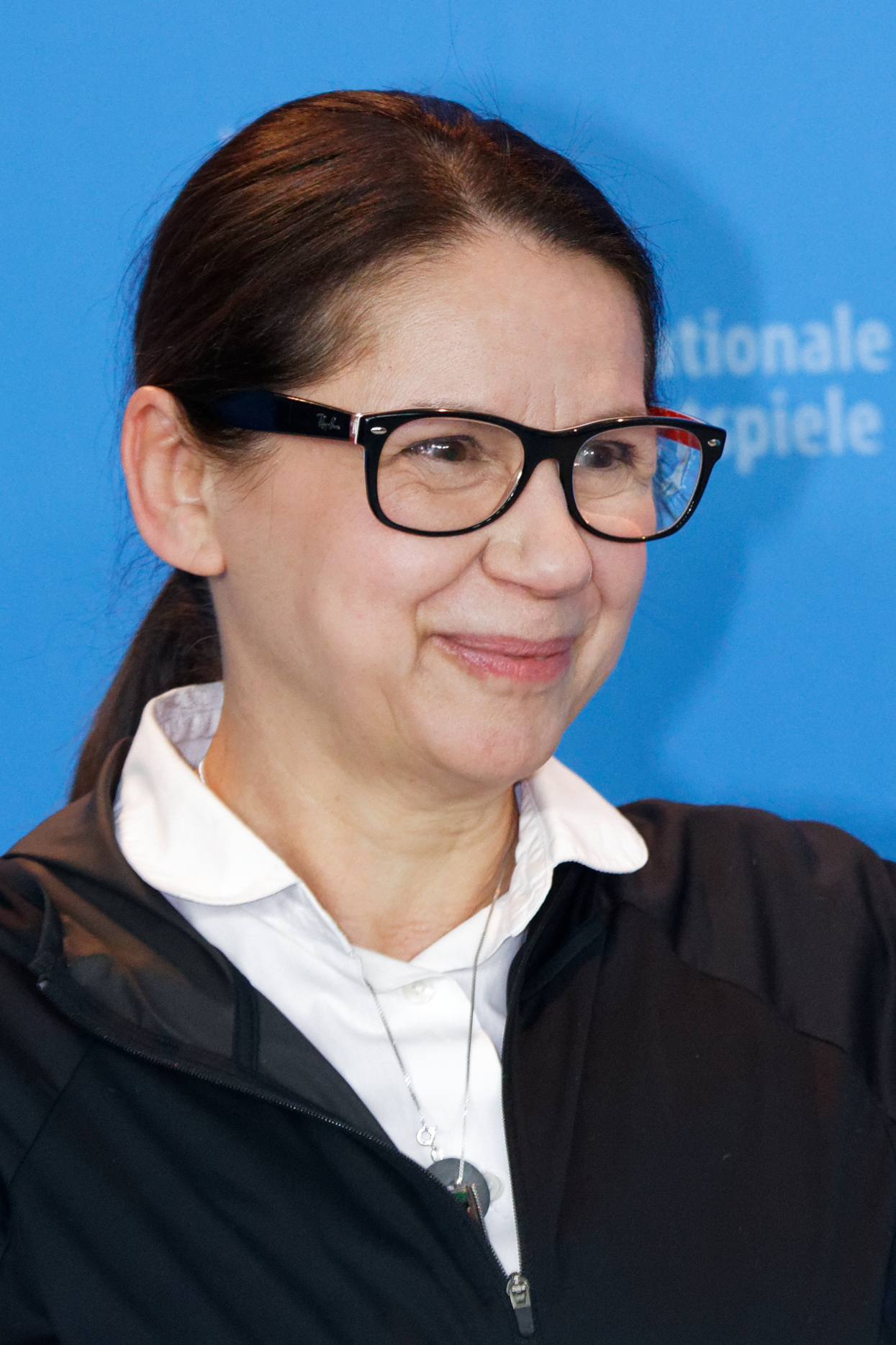
Ildikó Enyedi

- Ildikó Enyedi, regista e sceneggiatrice ungherese
- Ildikó Farkasinszky-Bóbis, schermitrice ungherese
- Ildikó Komlósi, mezzosoprano ungherese
- Ildikó Mincza-Nébald, schermitrice ungherese
- Ildikó Pusztai, schermitrice ungherese
- Ildikó Rejtő-Ujlaki-Sági, schermitrice ungherese
- Ildikó Rónay-Matuscsák, schermitrice ungherese
- Ildikó Schwarczenberger, schermitrice ungherese
- Ildikó Stréhli, bobbista ungherese